# Antalas
Antalas (em grego: Ἀντάλας) (c. 500 - após 548) foi um líder tribal berbere que desempenhou importante papel nas guerras do Império Bizantino contra as tribos berberes na África. Antalas e sua tribo, os frexenses de Bizacena, inicialmente serviram os bizantinos como aliados, mas após 544 trocaram de lado. Apoiaram os oficiais militares que se amotinaram à época, Estútias e então Guntárico, e os ajudaram nas lutas contra tropas lealistas de Cartago. Depois, Antalas foi traído por Guntárico, que não honrou os acordos que firmou em troca de sua ajuda. Com a vitória final bizantina em 548, tornou-se subordinado imperial. As principais fontes sobre sua vida são o poema épico João (Iohannis) de Flávio Crescônio Coripo e as Histórias das Guerras de Procópio de Cesareia.

## Biografia

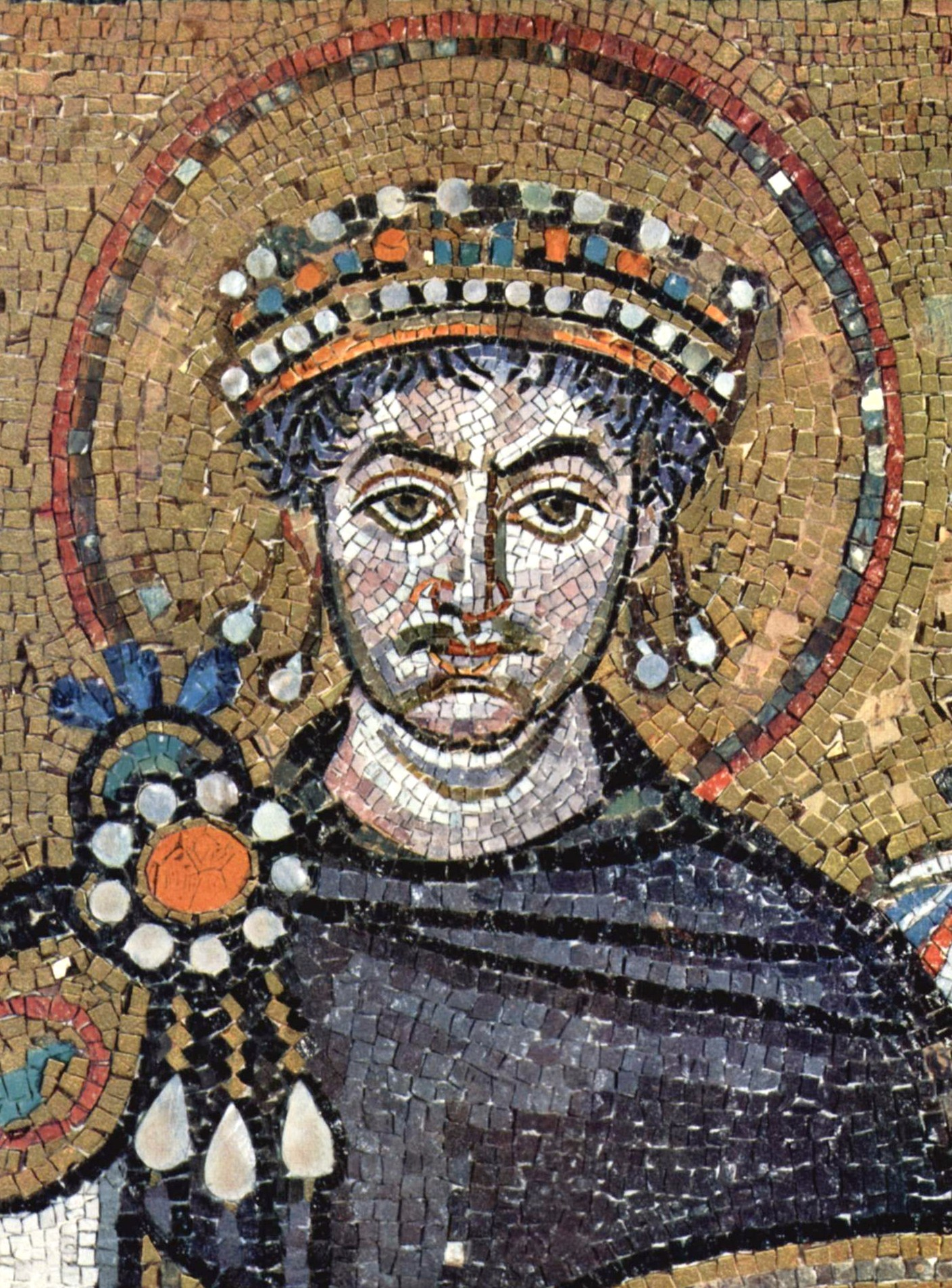
Justiniano r. segundo um dos mosaicos da Basílica de São Vital

Antalas nasceu ca. 500 e era filho de certo Guenfã, de acordo com Coripo. Pertenceu a uma das tribos berberes de Bizacena (Tunísia Central), quiçá os frexenses. Coripo registrou que sua carreira começou aos 17 anos, roubando ovelhas. Reuniu seguidores e tornou-se bandido, lutando contra os vândalos. Por volta de 530, era líder dos berberes de Bizacena e liderou-os na vitória decisiva contra os vândalos. Após a Guerra Vândala (533–534) e a conquista do Reino Vândalo pelo Império Bizantino, seria aliado imperial e recebia subsídios e suprimentos em troca. Em 543, a revolta entre os berberes bizacenos resultou na execução de seu irmão Guarizila e a cessação de subsídios pelo governador Salomão. Este tratamento alienou Antalas, e quando os leuatas se rebelaram na Tripolitânia em 544, ele e seus apoiantes juntaram-se aos revoltosos. As tribos unidas infligiram uma pesada derrota aos bizantinos na Batalha de Cílio, na qual Salomão foi morto. Com a morte do Salomão, seu sobrinho Sérgio, cujo tratamento arrogante causou a rebelião dos leuatas em primeiro lugar, foi nomeado governador. Estútias, o soldado renegado que liderou uma rebelião fracassada poucos anos antes, juntou-se a Antalas na Mauritânia. Antalas escreveu ao imperador Justiniano (r. 527–565) pedindo a demissão de Sérgio, mas em vão.
Justiniano enviou o patrício Areobindo no começo de 545 para compartilhar o comando com Sérgio, mas ambos foram incompetentes e gastaram o tempo deles brigando entre si. Enquanto Sérgio ficou inativo em Cartago, Antalas e Estútias lideraram suas tropas ao norte e conseguiram enganar Himério, o comandante de Hadrumeto, para deixar a cidade com suas tropas para se encontrar com outro comandante bizantino, João. Himério caiu em uma armadilha, e enquanto seus soldados amotinaram e se juntaram a Estútias, foi forçado a abandonar Hadrumeto para salvar sua vida. No fim de 545, Areobindo ordenou que João encontrasse os rebeldes, que estavam acampados em Sica Venéria. As tropas de João eram numericamente inferiores, e em Tácia seu exército foi derrotado e ele próprio foi morto, mas não antes de mortalmente ferir Estútias num duelo.

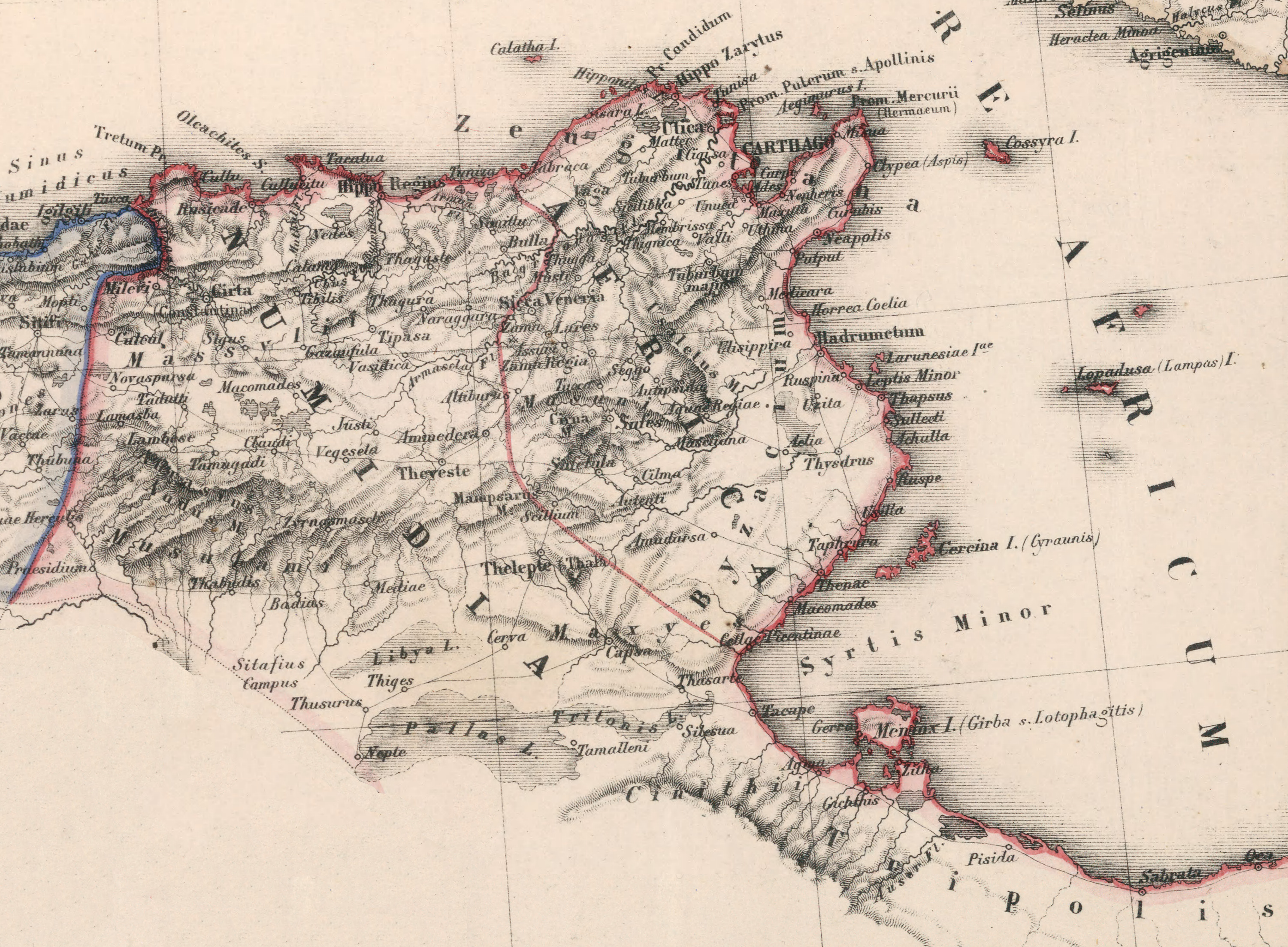
Africa romana, com as províncias de Bizacena, Zeugitânia e Numídia

Depois de Tácia, Sérgio foi reconvocado e Areobindo o substituiu. À época, o ambicioso duque da Numídia Guntárico contatou os líderes berberes na tentativa de derrubar Areobindo. Prometeu a Antalas o governo de Bizacena, metade do tesouro de Areobindo e 1 500 tropas bizantinas. A fim de aumentar a pressão ao último, os berberes e os seguidores renegados de Estútias aproximaram-se de Cartago. Neste mesmo tempo, o próprio Areobindo havia contatado secretamente Cusina, o líder dos mouros numídicos, e que tinha prometido matar Antalas uma vez que a peleja começasse, um plano que Guntárico revelou para Antalas. No evento, devido a timidez de Areobindo, uma batalha foi evitada, e em março Guntárico sitiou Cartago e matou Areobindo.
Guntárico, agora mestre de Cartago, recusou honrar seu acordo, e Antalas último retirou-se com seus homens para Bizacena. Lá, no esforço de se reconciliar com o imperador, contatou o duque de Bizacena Marcêncio que havia fugido para uma ilha no mar, propondo fazer causa comum contra Guntárico. Guntárico enviou um exército sob Cusina e Artabanes contra Antalas e derrotou-o. O próprio Guntárico foi assassinado logo depois (maio de 546) por uma conspiração chefiada por Artabanes, e Cartago e o exército retornaram à lealdade ao império. Justiniano enviou um soldado experiente, João Troglita, para impor a ordem. Reunindo suas forças, Troglita marchou de Cartago para Bizacena. Antalas enviou uma embaixada ao general, mas o último rejeitou suas exigências e prendeu seus emissários. Pouco depois, Troglita enviou um emissário, que colocou Antalas diante da escolha de batalha ou submissão imediata. Antalas recusou submeter-se, e os dois exércitos se confrontaram em algum lugar em Bizacena, no final de 546 ou começo de 547. A batalhas resultou em uma vitória bizantina esmagadora: os berberes sofreram pesadas baixas, e as bandeiras de guerra perdidas em Cílio foram recuperadas pelos bizantinos.
No verão, Antalas juntou os berberes da Tripolitânia (embora não seja mencionado por Coripo, Procópio registra sua presença) e infligiu pesada derrota em Troglita na Batalha de Marta. Após a vitória, os berberes invadiram até os subúrbios de Cartago. No ano seguinte, Antalas novamente juntou-se aos berberes tripolitanos, sob o líder deles Carcasão, quando invadiram Bizacena. Em contraste com o impetuoso Carcasão, defendeu uma tática de terra queimada quando Troglita marchou para encontrá-los. No entanto, quando os dois adversários se encontraram no verão na Batalha dos Campos de Catão, o resultado foi uma vitória bizantina decisiva: Carcasão caiu, e a revolta berbere foi esmagada com Antalas e os líderes sobreviventes se submetendo a Troglita. Nada mais se sabe sobre ele.